# Supermarine Seafang
Il Supermarine Seafang  era un caccia imbarcato ad ala bassa sviluppato dall'azienda aeronautica britannica Supermarine Aviation Works, Ltd nella seconda parte degli anni quaranta e destinato ad essere utilizzato dalla Fleet Air Arm della Royal Navy. Rimasto allo stadio di prototipo avanzato non raggiunse mai la produzione per l'avvento dei primi velivoli a reazione.

## Storia del progetto
Il Type383 Seafang era uno sviluppo del Supermarine Spitfire e del successivo Supermarine Spiteful nato per rispondere alla specifica N.5/45 del ministero dell'aviazione ed era essenzialmente uno Spiteful adattato per le operazioni a bordo delle portaerei della Royal Navy. Era dotato di un gancio d'arresto, di eliche controrotanti per eliminare la coppia motrice che una singola elica avrebbe causato sul velivolo. Inoltre possedeva ali richiudibili, un serbatoio più capiente ed il motore Rolls-Royce Griffon 89 capace di 2 350 hp (1 755 kW). Vennero costruiti due modelli con queste caratteristiche il VB893 e il VB895, ma non vi sono prove che essi abbiano volato prima della fine delle ostilità.
Il Seafang volò per la prima volta nel 1946. Non entrò mai in produzione, ma ne furono costruiti addirittura 18 prototipi, alcuni dei quali, tuttavia, non volarono mai. Il Seafang F.32 fece alcuni test a bordo della HMS Illustrious nel maggio del 1947 pilotato da Mike Lithgow. Rispetto al suo predecessore, il Seafire F.47, non mostrava miglioramenti degni di nota, inoltre non poteva impensierire le prestazioni dei nuovi Gloster Meteor e de Havilland DH.100 Vampire in versione navalizzata. A ciò si aggiunse che la velocità di appontaggio non era superiore a quella dell'Hawker Sea Fury e si scelse quest'ultimo per la Fleet Air Arm.
Durante i test il Seafang raggiunse l'incredibile velocità di 795 km/h e divenne il caccia a pistoni più veloce mai costruito in Gran Bretagna. Il profilo alare del Seafang fu adottato per il caccia a reazione Supermarine Attacker.

## Varianti
- Seafang F.31

10 esemplari costruiti, 8 assemblati, motore Griffon 61, rotore a giri costanti a 5 pale.
- Seafang F.32

8 esemplari costruiti, 2 assemblati, motore Griffon 89 da 2350 CV, ali richiudibili, serbatoio ingrandito, due rotori controrotanti a 3 pale.

## Utilizzatori
Regno Unito
- Fleet Air Arm della Royal Navy (prevista)

## Modellismo
- Silver Cloud scala 1/48
- Orlik scala 1/33